# Theobroma obovatum
Theobroma obovatum là một loài thực vật có hoa trong họ Cẩm quỳ. Loài này được Klotzsch ex Bernoulli miêu tả khoa học đầu tiên năm 1871.